# 喜多孝治

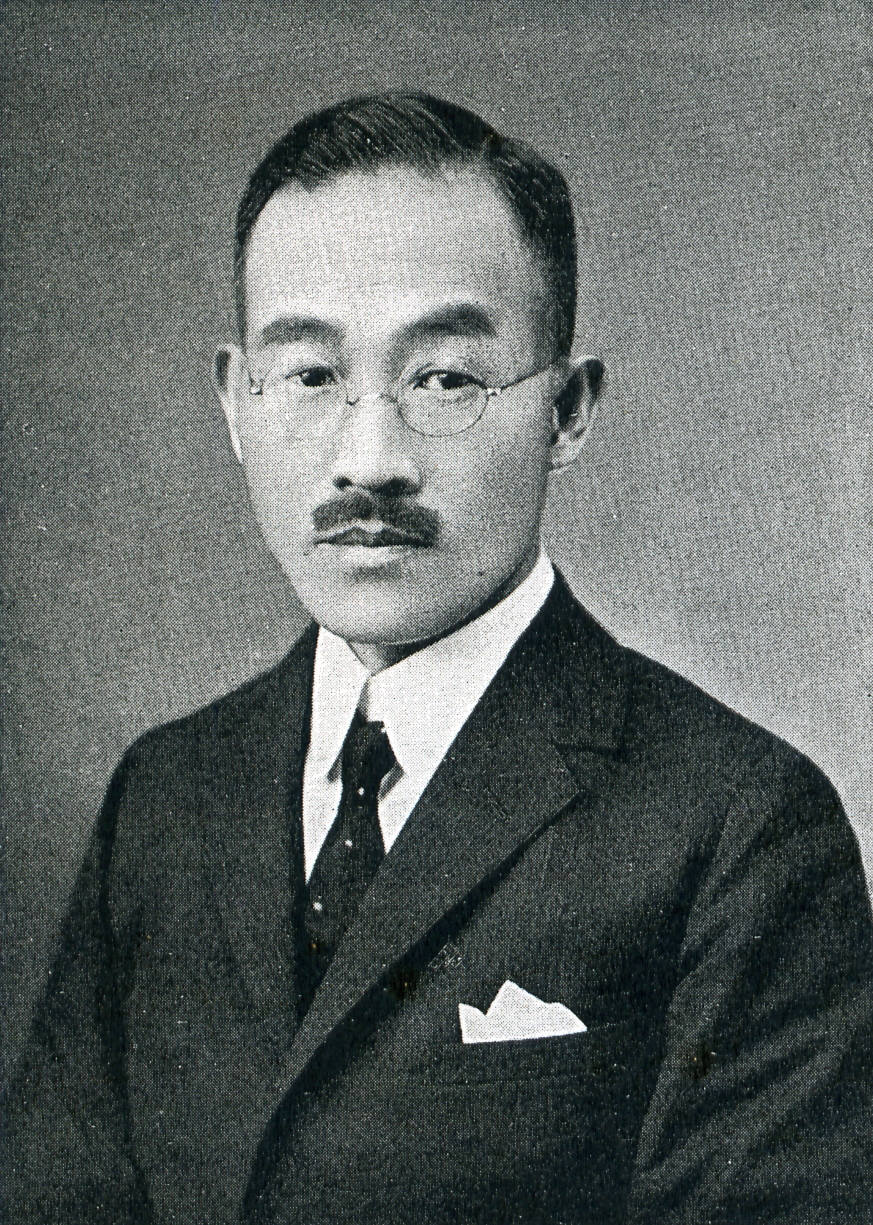
喜多孝治

喜多 孝治（きた こうじ、1878年（明治11年）2月15日 - 1934年（昭和9年）3月11日）は、日本の逓信官僚、樺太庁長官、衆議院議員（立憲政友会）。

## 経歴
大阪府北河内郡門真村（現在の門真市）出身。1902年（明治35年）7月、東京法学院（現在の中央大学）英語法学科を卒業後、同院高等法学科で国際法を専攻し、1904年（明治37年）4月に卒業した。
1903年（明治36年）11月、文官高等試験行政科試験に合格し、1904年7月、逓信省に入省し経理局検査課下検査係事務取扱に就任。通信事務官、逓信書記官、経理局検査課長、兼経理局調度課長、兼電信灯台用品製造所長、通信副事務官、新潟郵便局長、東京中央電話局長、東部逓信局経理部長などを歴任。1918年（大正7年）3月から一年間、通信事業研究のためアメリカ・イギリスに留学した。1919年（大正8年）8月に帰国し、逓信省臨時調査局事務官、兼逓信監察官を務めた。
1919年11月、台湾総督秘書官兼台湾総督府参事官に転じた。1922年（大正11年）から同殖産局長を、1924年（大正13年）から台南州知事を務めた。1927年（昭和2年）から樺太庁長官に転じ、1929年（昭和4年）まで在任した。
1930年（昭和5年）、第17回衆議院議員総選挙に出馬し、当選。1932年（昭和7年）の第18回衆議院議員総選挙でも再選されたが、1934年3月11日に議員在職のまま死去した。